# 泰舍特区
泰舍特区（俄语：Тайшетский район）是俄罗斯联邦伊尔库茨克州下辖的一个区，其行政中心为泰舍特。据2016年统计，该区的人口为74881人。